# سیارک ۹۶۷۴۷
سیارک ۹۶۷۴۷ (به انگلیسی: 96747 Crespodasilva، نامگذاری:1999QQ2) نود و شش هزار و هفتصد و چهل و هفتمین سیارک کشف شده‌است که در ۱۶ اوت ۱۹۹۹ کشف شد.